# Johann Engelbert Fuchsius
Johann Engelbert Fuchsius, auch Johann Engelbert (Freiherr) von Fuchsius (geboren als Johann Engelbert Voiß [= Fuchs]; * 16. April 1754 in Jülich; † 10. März 1823) war ein deutscher Jurist und Politiker.

## Leben
Fuchsius studierte Rechtswissenschaften an der Universität Köln und trat 1778 in Düsseldorf in bergische Dienste. 1780 wurde er Unterrichter im Bergischen Land und bereits 1784 Mitglied des bergischen Hofrates. 1788 wurde er Mitglied des Geheimen Rates und des Jülich-Bergischen Oberappellationsgerichtes. 1790 vertrat er das Herzogtum Berg als Gesandter auf dem Westfälischen Kreistag. 1792 wurde er auch zum Forstrat ernannt und 1795 Mitglied des Steuer-, Finanz- und Kriegsdepartement in Düsseldorf. 
Am 13. Juni 1792 wurde er von Kurfürst Karl Theodor als Reichsvikar in den Reichsfreiherrenstand erhoben. Statt den Titel „Freiherr“ zu führen, nannte er sich kurz „von Fuchsius“. Wenig später heiratete er die wohlhabende Elisabeth Paeffgens (* 13. April 1765 in Hennef; † 4. Juli 1823). Aus der Ehe gingen acht Kinder hervor. Von den zwei Söhnen ist Joseph von Fuchsius, Oberbürgermeister von Düsseldorf, der bekannteste.
1799 mit dem Beginn der Montgelas’schen Reformen wurde er in den neu geschaffenen Bayerischen Staatsrat berufen und war bei dem Ministerial-Justiz-Department in jülich-bergischen Justizsachen tätig.
1800 kehrte er als Generalkommissar nach Düsseldorf zurück. 1802 wurde er Direktor der 1. Deputation der Landesdirektion und des ersten Senats des Jülich-Bergischen Oberappellationsgericht. 1804 wurde er Mitglied im Geheimen Rat und Landtagskommissar.
Mit der Gründung des Großherzogtums Berg wurde er Mitglied des Staatsrates, provisorischer Innenminister und Präsident des Oberappellationsgerichtes.
1807 war er Verhandlungsführer bei den Verhandlungen über die Vergrößerungen des Großherzogtums. 1809 reiste er mit einer Delegation des Großherzogtums nach Paris, um die Glückwünsche zur Geburt des Königs von Rom zu überbringen.
1812 wurde er Präsident des neu geschaffenen Appellationsgerichtshofs Düsseldorf. Auch nach dem Ende des Großherzogtums blieb er Gerichtspräsident bis zur Auflösung des Gerichts im Jahre 1819.
Er war wohlhabend und besaß Güter in Düsseldorf und im Siegerland. Auch seine Frau verfügte über umfangreichen Besitz. Sein Sohn Karl studierte an der Pariser Rechtsschule und diente in den Befreiungskriegen 1814 bei den bergischen Jägern.